# Algebră comutativă

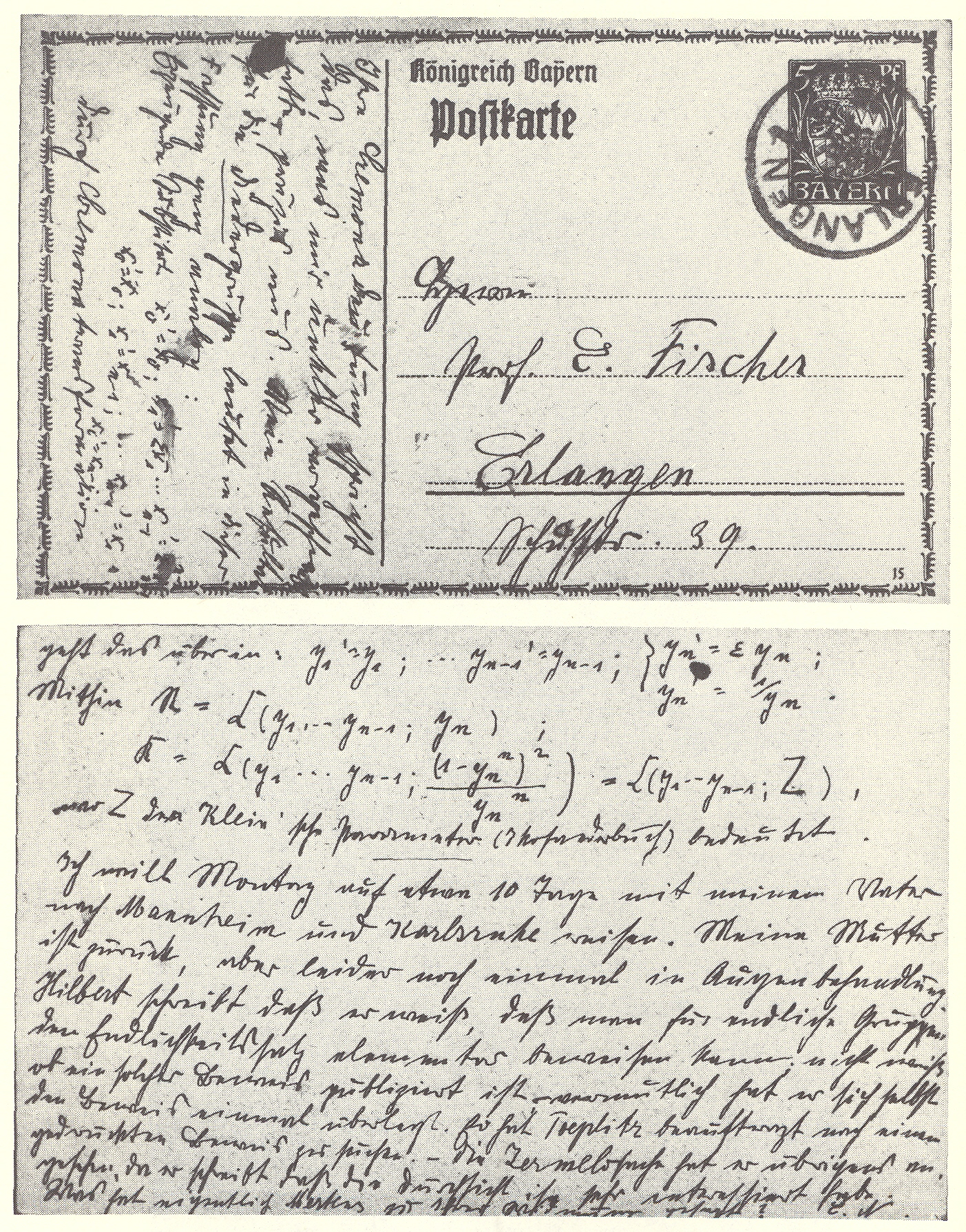
O carte poștală din 1915 de la o pionieră a algebrei comutative, Emmy Noether, către E. Fischer, discutând despre munca ei în algebra comutativă.

Algebra comutativă, cunoscută inițial ca teoria idealelor⁠(d), este ramura algebrei care studiază inelele comutative, idealele lor și modulele⁠(d) peste astfel de inele. Atât geometria algebrică, cât și teoria algebrică a numerelor⁠(d) se bazează pe algebra comutativă. Printre exemplele importante de inele comutative se numără inelele de polinoame⁠(d), inelele de întregi algebrici (inclusiv inelul de numere întregi {\displaystyle \mathbb {Z} }) și numere întregi p-adice⁠(d).
Algebra comutativă este principalul instrument tehnic în studiul local al schemelor⁠(d).
Studiul inelelor care nu sunt neapărat comutative este cunoscut ca algebră necomutativă⁠(d); aceasta include teoria inelelor⁠(d), teoria reprezentării și teoria algebrelor Banach⁠(d).

## Prezentare generală
Algebra comutativă este în esență studiul inelelor care apar în teoria algebrică a numerelor și geometria algebrică.
În teoria algebrică a numerelor, inelele de întregi algebrici sunt inele Dedekind⁠(d), care constituie, prin urmare, o clasă importantă de inele comutative. Considerațiile legate de aritmetica modulară⁠(d) au condus la noțiunea de inel de valuare⁠(d). Restricționarea extinderilor algebrice de corpuri la subinele a condus la noțiunile de extinderi integrale⁠(d) și domenii întreg închise precum și la noțiunea de ramificare⁠(d) a unei extinderi de inele de valuare.
Noțiunea de localizare a unui inel⁠(d) (în particular localizarea cu un ideal prim, localizarea care constă în inversarea unui singur element și inelul total de fracții⁠(d)) reprezintă una dintre principalele diferențe dintre algebra comutativă și teoria inelelor necomutative. Ea conduce la o clasă importantă de inele comutative, inelele locale⁠(d), care au un singur ideal maximal. Mulțimea idealelor prime ale unui inel comutativ este înzestrată în mod natural cu o topologie, numită topologia Zariski⁠(d). Toate aceste noțiuni sunt utilizate pe scară largă în geometria algebrică și sunt instrumentele tehnice de bază pentru definirea teoriei schemelor, o generalizare a geometriei algebrice introdusă de Alexandre Grothendieck.
Multe alte noțiuni de algebră comutativă sunt omoloage ale noțiunilor geometrice care apar în geometria algebrică. Acesta este cazul dimensiunii Krull, descompunerii primare⁠(d), inelelor regulate⁠(d), inelelor Cohen–Macaulay⁠(d), inelelor Gorenstein⁠(d) și a multor altor noțiuni.

## Istorie
Subiectul, cunoscut inițial ca „teoria idealelor”, a început cu lucrarea lui Richard Dedekind despre ideale, ea însăși bazată pe lucrările anterioare ale lui Ernst Kummer și Leopold Kronecker. Mai târziu, David Hilbert a introdus termenul de inel pentru a generaliza termenul anterior de inel de numere. Hilbert a introdus o abordare mai abstractă pentru a înlocui metodele mai concrete și computaționale bazate pe analiza complexă și teoria invarianților⁠(d). La rândul său, Hilbert a avut o mare influență asupra lui Emmy Noether, care a reformulat multe rezultate anterioare folosind o condiție de lanț ascendent, cunoscută acum drept condiția noetheriană. O altă etapă importantă a fost munca studentului lui Hilbert, Emanuel Lasker, care a introdus idealele primare și a demonstrat prima versiune a teoremei Lasker-Noether⁠(d).
Principala personalitate responsabilă pentru nașterea algebrei comutative ca disciplină dezvoltată a fost Wolfgang Krull, care a introdus noțiunile fundamentale de localizare și completare⁠(d) a unui inel, precum și cea de inele locale regulate. El a introdus conceptul de dimensiune Krull a unui inel, mai întâi pentru inel noetherian⁠(d), înainte de a-și extinde teoria pentru a acoperi inelele de valuare și inelele Krull⁠(d) generale. Până în prezent, teorema idealului principal a lui Krull⁠(d) este considerată pe scară largă cea mai importantă teoremă fundamentală din algebra comutativă. Aceste rezultate au deschis calea pentru introducerea algebrei comutative în geometria algebrică, fapt care avea să revoluționeze ultimul subiect.
O mare parte din dezvoltarea modernă a algebrei comutative pune accent pe module. Atât idealele unui inel R, cât și R-algebrele sunt cazuri particulare de R-module, astfel că teoria modulelor cuprinde atât teoria idealelor, cât și teoria extinderilor de inele. Deși era deja incipientă în munca lui Leopold Kronecker, abordarea modernă a algebrei comutative folosind teoria modulelor este de obicei atribuită lui Krull și Emmy Noether.

## Principalele instrumente și rezultate

### Inele noetheriene
În matematică, mai precis în zona algebrei moderne cunoscută sub numele de „teoria inelelor”, un inel noetherian⁠(d), numit astfel după Emmy Noether, este un inel în care fiecare mulțime nevidă de ideale are un element maximal. Echivalent, un inel este noetherian dacă satisface condiția lanțului ascendent pe ideale; adică, dat fiind un lanț:
{\displaystyle I_{1}\subseteq \cdots I_{k-1}\subseteq I_{k}\subseteq I_{k+1}\subseteq \cdots }
există un n astfel încât:
{\displaystyle I_{n}=I_{n+1}=\cdots }
Pentru ca un inel comutativ să fie noetherian este suficient ca fiecare ideal prim al inelului să fie finit generat. (Rezultatul se datorează lui I.S. Cohen.)
Noțiunea de inel noetherian este de o importanță fundamentală atât în teoria inelelor comutative cât și necomutative, datorită rolului pe care îl joacă în simplificarea structurii de ideale a unui inel. De exemplu, inelul numerelor întregi {\displaystyle (\mathbb {Z} ,+,\times )} și inelele de polinoame peste un corp comutativ sunt inele noetheriene și, în consecință, sunt valabile pentru ele teoreme precum teorema Lasker–Noether, teorema intersecției a lui Krull⁠(d) și teorema bazei a lui Hilbert⁠(d). În plus, dacă un inel este noetherian, atunci acesta satisface condiția lanțului descendent pe ideale prime. Această proprietate sugerează o teorie profundă a dimensiunii pentru inelele noetheriene, începând cu noțiunea de dimensiune Krull.

### Teorema bazei a lui Hilbert
Teoremă — Dacă R este un inel noetherian la stânga (respectiv la dreapta), atunci inelul de polinoame R[X] este de asemenea un inel noetherian la stânga (respectiv la dreapta).
Teorema bazei a lui Hilbert⁠(d) are câteva corolare imediate:
1. Prin inducție se vede că {\displaystyle R[X_{0},\dotsc ,X_{n-1}]} va fi de asemenea noetherian.
2. Din moment ce orice varietate afină⁠(d) peste {\displaystyle R^{n}} (adică mulțimea zerourilor unei colecții de polinoame) poate fi scrisă ca mulțimea zerourilor unui ideal {\displaystyle {\mathfrak {a}}\subset R[X_{0},\dotsc ,X_{n-1}]} și, mai apoi, ca mulțimea zerourilor generatorilor săi, rezultă că fiecare varietate afină este mulțimea zerourilor unui număr finit de polinoame - adică intersecția unui număr finit de hipersuprafețe.
3. Dacă {\displaystyle A} este o {\displaystyle R}-algebră finit generată, atunci știm că {\displaystyle A\simeq R[X_{0},\dotsc ,X_{n-1}]/{\mathfrak {a}}}, unde {\displaystyle {\mathfrak {a}}} este un ideal. Teorema bazei implică faptul că {\displaystyle {\mathfrak {a}}} trebuie să fie finit generat, să zicem {\displaystyle {\mathfrak {a}}=(p_{0},\dotsc ,p_{N-1})}, adică {\displaystyle A} are o prezentare finită.

### Descompunere primară
Un ideal Q al unui inel se numește primar dacă Q este propriu și ori de câte ori xy ∈ Q, avem x ∈ Q sau yn ∈ Q pentru un număr întreg pozitiv n. În Z, idealele primare sunt exact idealele de forma (pe) unde p este prim și e este un întreg pozitiv. Astfel, o descompunere primară⁠(d) a lui (n) corespunde reprezentării lui (n) ca intersecție finită de ideale primare.
Teorema Lasker–Noether, prezentată mai jos, poate fi văzută ca o anumită generalizare a teoremei fundamentale a aritmeticii:
Teorema Lasker-Noether — Fie R un inel comutativ noetherian și fie I un ideal al lui R. Atunci I poate fi scris ca intersecție finită de ideale primare cu radicali distincți; adică:
{\displaystyle I=\bigcap _{i=1}^{t}Q_{i}}
cu Qi primar pentru orice i și Rad(Qi) ≠ Rad(Qj) pentru i ≠ j. În plus, dacă:
{\displaystyle I=\bigcap _{i=1}^{k}P_{i}}
este o descompunere a lui I cu Rad(Pi) ≠ Rad(Pj) pentru i ≠ j, și ambele descompuneri ale lui I sunt neredundante (însemnând că nicio submulțime proprie a lui {Q1, ..., Qt} sau {P1, ..., Pk} nu produce o intersecție egală cu I), atunci t = k și (după o eventuală reindexare a lui Qi) Rad(Qi) = Rad(Pi) pentru orice i.
Pentru orice descompunere primară a lui I, mulțimea tuturor radicalilor, adică mulțimea {Rad(Q1), ... , Rad(Qt)}, rămâne aceeași, conform teoremei Lasker–Noether. De fapt, se poate demonstra că (pentru un inel noetherian) mulțimea este exact asociatorul modulului R/I; adică mulțimea tuturor anulatorilor lui R/I (privit ca un modul peste R) care sunt ideale prime.

### Localizare
Localizarea⁠(d) este o modalitate formală de a introduce „numitori” într-un inel sau într-un modul. Adică, introduce un nou inel/modul dintr-unul existent, care este format din fracții
{\displaystyle {\frac {m}{s}}},
unde numitorii s variază într-o submulțime dată S a lui R. Exemplul arhetipal este construcția inelului Q de numere raționale din inelul Z de numere întregi.

### Completare
O completare⁠(d) este oricare dintre diverșii functori înrudiți pe inele și module care produc inele și module topologice complete. Completarea este asemănătoare cu localizarea și împreună sunt printre cele mai de bază instrumente în studiul inelelor comutative. Inele comutative complete au o structură mai simplă decât cele generale și lema lui Hensel⁠(d) este aplicabilă în cazul lor.

### Topologia Zariski pe ideale prime
Topologia Zariski⁠(d) definește o topologie pe spectrul unui inel⁠(d) (mulțimea idealelor prime). În această formulare, mulțimile închise în topologia Zariski sunt alese să fie mulțimile
{\displaystyle V(I)=\{P\in \operatorname {Spec} \,(A)\mid I\subseteq P\}}
unde A este un inel comutativ fixat și I este un ideal. Aceasta este definită în analogie cu topologia clasică Zariski, unde mulțimile închise dintr-un spațiu afin sunt cele definite prin ecuații polinomiale. Pentru a vedea legătura cu varianta clasică, se observă că pentru orice mulțime S de polinoame (peste un corp algebric închis), rezultă din teorema zerourilor a lui Hilbert⁠(d) că punctele lui V(S) (în sensul vechi) sunt exact tuplurile (a1, ..., an) cu proprietatea că idealul (x1 - a1, ..., xn - an) îl conține pe S; în plus, acestea sunt ideale maximale și din varianta slabă a teoremei zerourilor a lui Hilbert, un ideal al oricărui inel de coordonate afine este maximal dacă și numai dacă este de această formă. Astfel, V(S) este „la fel ca” idealele maximale care conțin S. Inovația lui Grothendieck în definirea mulțimii Spec a fost înlocuirea idealelor maximale cu toate idealele prime; în această formulare este firesc să se generalizeze această observație la definiția unei mulțimi închise în spectrul unui inel.

## Exemple
Exemplul fundamental în algebra comutativă este inelul numerelor întregi {\displaystyle \mathbb {Z} }. Existența numerelor prime și teorema de factorizare unică au pus bazele unor concepte precum inelele noetheriene și descompunerea primară.
Alte exemple importante sunt:
- Inelele de polinoame {\displaystyle R[x_{1},...,x_{n}]}
- Numerele întregi p-adice
- Inelele de întregi algebrici.

## Legături cu geometria algebrică
Algebra comutativă (sub formă de inele de polinoame și inelele lor factor, folosite la definirea varietăților algebrice⁠(d)) a făcut întotdeauna parte din geometria algebrică. Totuși, la sfârșitul anilor 1950, varietățile algebrice au fost incluse în conceptul de schemă⁠(d) al lui Alexandre Grothendieck. Obiectele lor locale sunt scheme afine sau spectre prime, care sunt spații local inelate, care formează o categorie antiechivalentă (duală) cu categoria inelelor unitare comutative, extinzând dualitatea dintre categoria varietăților algebrice afine peste un corp comutativ k, și categoria k-algebrelor reduse finit generate. Lipirea se face de-a lungul topologiei Zariski; se poate lipi în categoria spațiilor local inelate, dar și folosind scufundarea Yoneda, în categoria mai abstractă a prefasciculelor de mulțimi peste categoria schemelor afine. Topologia Zariski în sensul teoriei mulțimilor este apoi înlocuită de o topologie Zariski în sensul topologiei Grothendieck⁠(d). Grothendieck a introdus topologiile Grothendieck având în vedere exemple mai exotice, dar mai fine din punct de vedere geometric și mai sensibile decât topologia Zariski, și anume topologia étale⁠(d) și cele două topologii Grothendieck plate: fppf și fpqc. În prezent, câteva alte exemple au devenit proeminente, printre care topologia Nisnevich⁠(d). Fasciculele pot fi, în plus, generalizate la stive în sensul lui Grothendieck, de obicei cu unele condiții suplimentare de reprezentare, ducând la stive Artin și, chiar mai fine, stive Deligne–Mumford, ambele numite adesea stive algebrice.